# Capnia kolymensis
Capnia kolymensis is een steenvlieg uit de familie Capniidae. De wetenschappelijke naam van de soort is voor het eerst geldig gepubliceerd in 1981 door Zhiltzova.